# Bais (Mayenne)
Bais é uma comuna francesa situada no departamento de Mayenne, na região administrativa de Pays de la Loire, oeste da França. A comuna pertence ao arrondissement de Mayenne e ao cantão de Évron.

## Geografia
Bais localiza-se numa região predominantemente rural, com relevo suavemente ondulado e altitudes variando entre 130 e 248 metros. É banhada por pequenos rios e cercada por paisagens agrícolas típicas do interior francês. A área total da comuna é de 26,23 km².

## Demografia
De acordo com o Instituto Nacional de Estatísticas e Estudos Econômicos da França (INSEE), a população de Bais foi estimada em 1.366 habitantes em 2021, apresentando uma leve diminuição em relação aos censos anteriores.

## História
A vila de Bais possui raízes medievais e já aparece em registros históricos desde a Idade Média. A Igreja de São Pedro, construída entre os séculos XI e XII, é um dos principais marcos arquitetônicos, representando o patrimônio religioso da região. A história local está fortemente ligada à agricultura e ao modo de vida camponês que predominou até meados do século XX.

## Cultura e Patrimônio
Além da igreja, Bais conta com elementos do patrimônio tradicional rural, como moinhos antigos, casas em pedra e festividades locais. A comuna preserva seu estilo de vila francesa tradicional, atraindo visitantes interessados em turismo histórico e cultural.

## Administração
Bais faz parte da intercomunalidade "Pays de Meslay-Grez", uma estrutura cooperativa entre comunas vizinhas para gestão conjunta de serviços locais e desenvolvimento regional.

## Economia
A economia local é baseada principalmente na agricultura, pecuária e pequenas atividades comerciais. Nos últimos anos, houve investimentos em modernização agrícola e incentivos ao turismo rural.